# Bastardia bivalvis
Bastardia bivalvis är en malvaväxtart som först beskrevs av Antonio José Cavanilles, och fick sitt nu gällande namn av Carl Sigismund Kunth. Bastardia bivalvis ingår i släktet Bastardia och familjen malvaväxter. Inga underarter finns listade i Catalogue of Life.